# Садыхлы (Акстафинский район)
Садыхлы (азерб. Sadıqlı) — село в Садыхлинском административно-территориальном округе Акстафинского района Азербайджана.

## Этимология
Название происходит от рода Садахлы, который в свою очередь произошел от старого тюркского племени садак.

## История
Село было основано выходцами (под предводительством Омара Сарывелли) из села Шихлы Первые современного Казахского района.
С 24 января 1939 года село входило в состав Акстафинского района, который 4 декабря 1959 года был ликвидирован, а населенный пункт передан в состав Казахского района.
Согласно административному делению 1961 года село Садыхлы входило в Муганлинский сельсовет Казахского района Азербайджанской ССР, но в начале 70-х в селе был организован свой сельсовет.
24 апреля 1990 года село передано в состав новообразованного Акстафинского района.
В 1999 году в Азербайджане была проведена административная реформа и внутри Садыхлинского административно-территориального округа был учрежден Садыхлинский муниципалитет Акстафинского района.

## География
Садыхлы расположено вплотную к границе с Грузией.
Село находится в 50 км от райцентра Акстафа и в 496 км от Баку. Ближайшая железнодорожная станция — Беюк-Кясик.
Село находится на высоте 268 метров над уровнем моря.

## Население
| Численность населения | Численность населения | Численность населения |
| 1983                  | 1999                  | 2009                  |
| --------------------- | --------------------- | --------------------- |
| 2422                  | ↗2765                 | ↗3040                 |

Население преимущественно занимается виноградарством и животноводством.

### Известные уроженцы
- Исраил Рустам оглы Эфендиев — лауреат Государственной премии СССР.

## Климат
Среднегодовая температура воздуха в селе составляет +14,1 °C. В селе полупустынный климат.

## Инфраструктура
В советское время в селе располагались средняя школа, библиотека и медицинский пункт.
В селе расположены почтовое отделение, средняя школа, детский ясли-сад, клуб, библиотека, врачебный пункт.